# Corabia

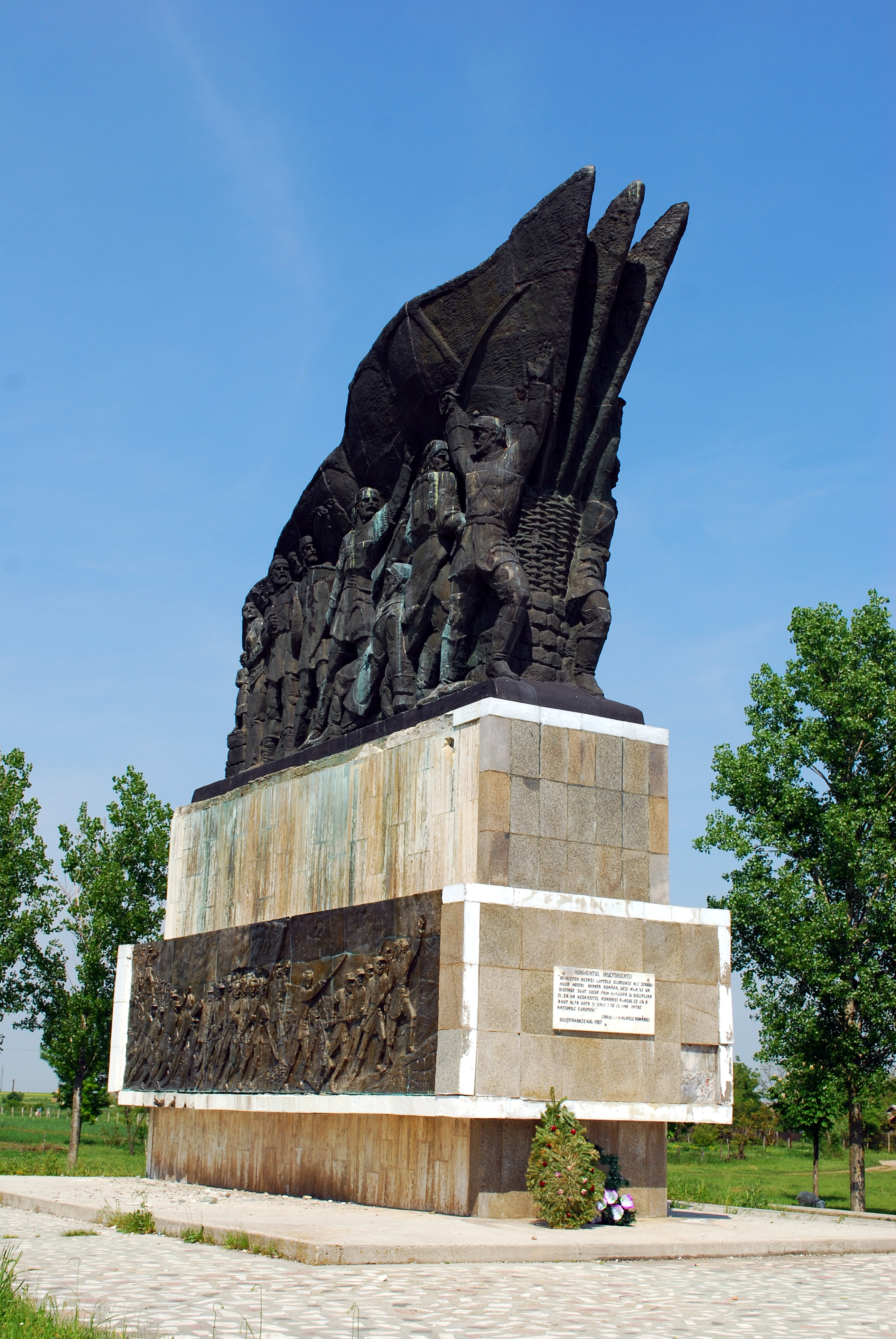
Um memorial às vítimas da Guerra Russo-Turca de 1877-1878 em Corabia

Corabia é uma cidade da Roménia com 21.932 habitantes, localizada no judeţ (distrito) de Olt.